# De Bronnen van Marduk
De Bronnen van Marduk is een stripalbum uit 2009 en het vierentwintigste deel uit de stripreeks Storm, getekend door Romano Molenaar en ingekleurd door Jorg de Vos naar een scenario van Martin Lodewijk. Het is het vijftiende deel van de subreeks De kronieken van Pandarve.

## Verhaallijn
Storm en Nomad worden gevangengenomen door gardisten van Marduk en naar het paleis van Marduk overgebracht. In het paleis legt Marduk uit dat hij eens in de honderd jaar een lichtbad moet nemen om onsterfelijk te blijven. Maar er is iets mis met het eeuwigheidslicht en Storm zal moeten uitvinden wat, of hij dat nu wil of niet. Als hij weigert mee te werken, of ontsnapt, zal Nomad worden gedood. Storm ontdekt dat de wereld waar het licht ontspringt is overmeesterd door een duivel. Via een list weet Storm echter toegang te krijgen tot het uurwerk van de tijd. Terwijl Storm de duivel verslaat en het licht herstelt, bevrijdt Roodhaar Nomad.